# Монро, Билл
Би́лл Монро́ (англ. Bill Monroe, полное имя William Smith Monroe; 13 сентября 1911, Розин, Кентукки — 9 сентября 1996, Спрингфилд, Теннесси) — американский певец, мандолинист, гитарист, известный как «отец музыки блюграсс» — музыкального жанра, получившего своё название от руководимого Биллом Монро ансамбля Blue Grass Boys, который, в свою очередь, был назван в честь родного штата музыканта — Кентукки.
Перу Монро, среди множества других песен, принадлежит «Blue Moon of Kentucky» (написана им в 1940-х годах), которая в 1954 году в варианте Элвиса Пресли стала частью истории рок-н-ролла — она была на оборотной стороне первого сингла, изданного Элвисом Пресли на Sun Records. Как рассказывал Карл Перкинс, самыми первыми словами, которые Элвис ему сказал, были: «Do you like Bill Monroe?».
Среди наград, полученных Биллом Монро за свою долгую музыкальную карьеру: самая первая премия «Грэмми» в категории блюграсса, Grammy Lifetime Achievement Award, National Medal of Honor, National Endowment for the Arts Heritage Award. В 1971 году его приняли в Нашвиллский зал славы авторов песен (англ. Nashville Songwriters Hall of Fame).
Также Билл Монро внесён в Зал славы рок-н-ролла и Зал славы кантри.
Две песни в исполнении Билла Монро, — «Blue Moon of Kentucky» и «Mule Skinner Blues» , — входят в составленный Залом славы рок-н-ролла список 500 Songs That Shaped Rock and Roll.